# Barangay

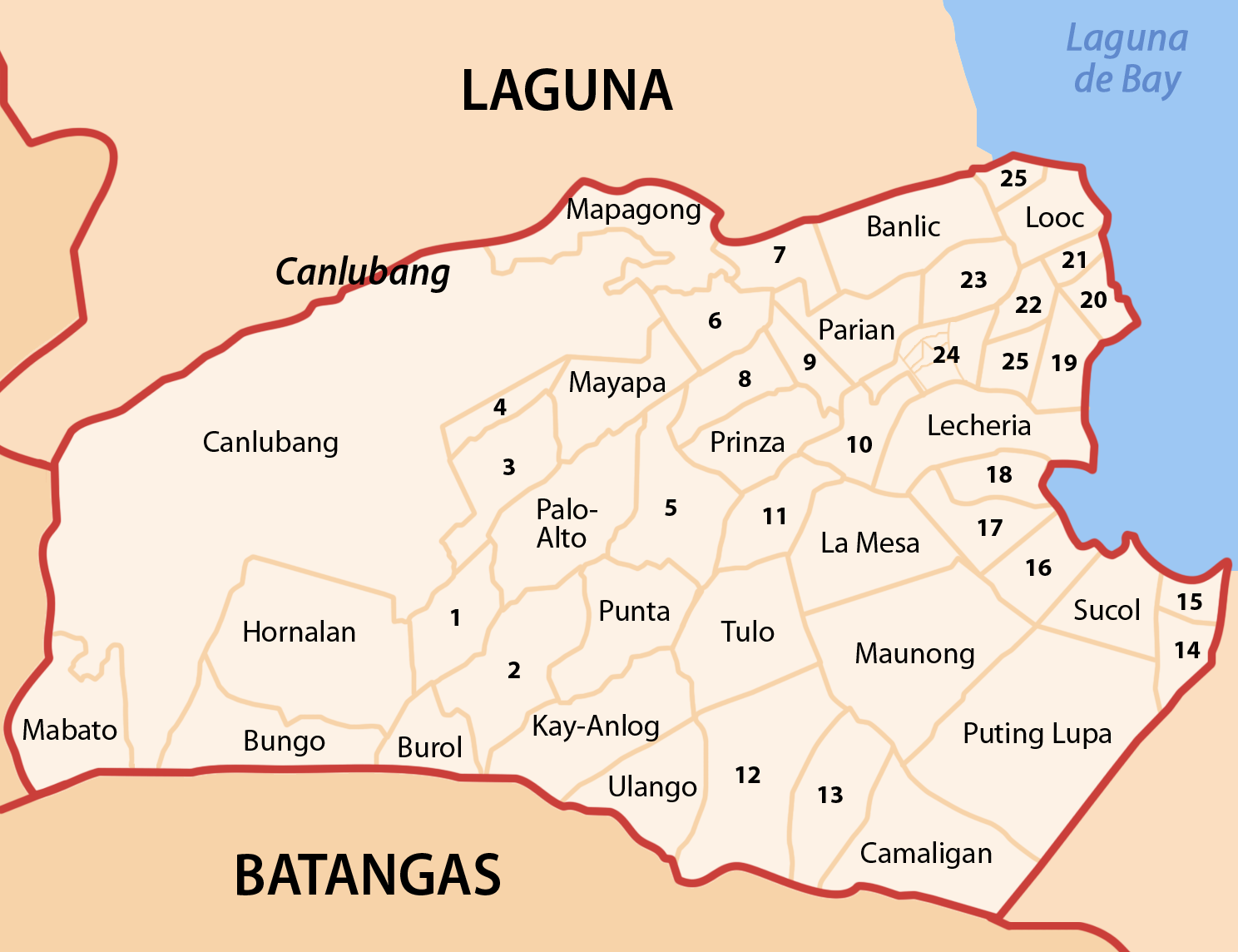
Karta över staden Calamba och dess barangayer.

En barangay är den näst minsta administrativa enheten på Filippinerna och är ett mindre distrikt på en nivå under stad och kommun. Det finns över 40 000 sådana smådistrikt i hela landet, och de klassificeras som antingen urbana distrikt eller landsbygdsdistrikt. Namnet betyder från början skeppsbesättning och kan jämföras med de svenska skeppslagen i Uppland.